# 노동 이동
노동 이동(labor mobility)은 노동자들의 지리, 직업 이동을 의미한다.

## 개요
사회는 신분이나 계급, 혹은 계층으로서의 성층적 구조를 가지고 있다. 사람들은 각각 그 어느 층에 위치하게 되어 있지만 그 위치가 불변적인 것은 아니다. 상호 간에 상하의 구별이 정해지고 일생을 그 신분적 계층에서 마치도록 된 사회에 있어서도 개인은 그 신분계층내에서는 결혼이나 사회적 제활동에의 참가란 방법으로 다소간 사회적 지위를 바꿀 수 있었다. 더구나 성층상호간에 사회적 지위의 이동이 가능하고 그것이 상태(常態)인 사회에서는 이 사회적 이동이 개인에게 있어서 중대한 관심사이고 보다 높은, 보다 좋은 사회적 지위를 획득하는 것이 그의 생활목표로 된다.대중사회적 상황으로서 파악되는 현대사회는 모든 형태의 사회적 이동이 가능하고 그 성원에 있어서는 오히려 이 사회적 이동의 통로가 막히는 일이 일어날 때에 문제로 된다. 이와 같은 사회적 지위를 표시하고 그 이동의 기준으로 되는 것에 먼저 직업을 들고 있다. 직업은 사회적 평가로 규정되고 성층적으로 구조화되는 한편 성원에 있어서 직업은 자유로 선택할 수 있는 것이지만 많은 사회적 조건은 이 선택의 실현에 반드시 긍정적으로 작용하는 것은 아니다. 취직·전직(轉職)·실업에는 항상 이들 제조건이 그 개인에게 작용하고 있다. 이들 제조건이 사회 전체의 직업적 이동에 어떻게 관련되어 있는가를 동태(動態)로서 분석하고 또 구조로서의 성층적 변동양상을 파악하려고 하는 것이 직업이동을 다루는 배경에 있는 생각이다.개인적인 측면에서 보더라도 그 학력이나 성별, 습득한 기능·기술 혹은 연령 등이 취직을 좌우하는 조건이 되지만 이것은 또 전반적인 직업 이동에 관련되는 사회적 조건이기도 하다. 이와 같이 평가되는 직업층에서의 이동(수평적 이동), 상위직업에의 이동(상승적 이동), 하위에의 이동(하강적 이동)에는 여러 가지 사회적 조건이 작용하고 있고, 그 조건이 이동의 난이(難易)를 결정하는 것이 된다. 이와 같은 조건을 드는 것도 직업이동에 관련되는 작업이다.또 아버지의 직업 기타 사회적 지위와, 아들의 직업, 기타 사회적 지위가 1세대를 지나는 동안 상승적 경향에 있는가 수평적인가라고 보는 분석(세대적 이동), 시대를 달리하는 데 따른 그 사회의 직업적 성층제의 변모, 도식적 직업이동의 상위(역사적 직업이동), 지역사회상호의 성원이동이 직업이동에 있어서 수평적 경향인가 상승적 경향인가(지리적 직업이동)를 보는 것도 직업이동을 다루는 일련의 방식이다.신분과 직업을 나눌 수 없는 사회에서는 직업이동은 폐쇄적이며 작용하는 사회적 조건이 태무(殆無)하다고 해도 좋을 만큼 고정적이고, 산업화된 사회에서의 직업이동은 직업선택의 자유란 원칙하에 아주 개방적이고 오히려 상승적 이동의 기회가 증대하고 있다고 하는 것도 이와 같은 직업이동의 분석과 결부하여 설명되고 있는 것이다.

## 같이 보기
- 인적자원